# Torsten Gutsche
Torsten Gutsche (Eisenhüttenstadt 8 juni 1968) is een Duits kanovaarder.
Gutsche won samen met Kay Bluhm tijdens de Olympische Zomerspelen 1992 de gouden medaille in de K-2 500 meter en de K-2 1000 meter tijdens de Olympische Zomerspelen 1992.
Vier jaar later prolongeerde Gutsche samen met Bluhn in 1996 hun olympische titel op de K-2 500 meter en op de 1000 moesten zij genoegen nemen met de zilveren medaille.
Tijdens de wereldkampioenschappen won Gutsche samen met Bluhm drie wereldtitels op de K-2 500 meter en drie op K-2 1000 meter.

## Belangrijkste resultaten

### Olympische Zomerspelen
| Editie | Plaats    | Resultaten          |
| ------ | --------- | ------------------- |
| 1992   | Barcelona | K-2 500m K-2 1.000m |
| 1996   | Atlanta   | K-2 500m K-2 1.000m |

### Wereldkampioenschappen vlakwater
| Jaar | Plaats      | Resultaten                                  |
| ---- | ----------- | ------------------------------------------- |
| 1989 | Plovdiv     | K-2 500m · K-2 1000m                        |
| 1990 | Poznań      | K-2 1000m · K-2 500m · K-4 1000m            |
| 1991 | Parijs      | K-2 1000m · K-2 500 meter · K-2 10.00 meter |
| 1993 | Kopenhagen  | K-2 500m · K-2 1000m                        |
| 1994 | Mexico-Stad | K-2 500m · K-2 200m                         |
| 1995 | Duisburg    | K-2 1000m                                   |
| 1997 | Dartmouth   | K-4 500m · K-4 200m                         |

1976: Joachim Mattern & Bernd Olbricht ·
1980: Vladimir Parfenovitsj & Sergej Tsjoechrai ·
1984: Ian Ferguson & Paul MacDonald ·
1988: Ian Ferguson & Paul MacDonald ·
1992: Kay Bluhm & Torsten Gutsche ·
1996: Kay Bluhm & Torsten Gutsche ·
2000: Zoltán Kammerer & Botond Storcz ·
2004: Ronald Rauhe & Tim Wieskötter ·
2008: Saúl Craviotto & Carlos Pérez ·
2024: Max Lemke & Jacob Schopf
1936: Alfons Dorfner & Adolf Kainz ·
1948: Hans Berglund & Lennart Klingström ·
1952: Yrjö Hietanen & Kurt Wires ·
1956: Meinrad Miltenberger & Michel Scheuer ·
1960: Gert Fredriksson & Sven-Olov Sjödelius ·
1964: Sven-Olov Sjödelius & Gunnar Utterberg ·
1968: Vladimir Morozov & Aleksandr Sjaparenko ·
1972: Nikolai Gorbatsjov & Viktor Kratasjoek ·
1976: Sergej Nagorny & Vladimir Romanovski ·
1980: Vladimir Parfenovitsj & Sergej Tsjoechrai ·
1984: Hugh Fisher & Alwyn Morris ·
1988: Greg Barton & Norman Bellingham ·
1992: Kay Bluhm & Torsten Gutsche ·
1996: Antonio Rossi & Daniele Scarpa ·
2000: Beniamino Bonomi & Antonio Rossi ·
2004: Henrik Nilsson & Markus Oscarsson ·
2008: Martin Hollstein & Andreas Ihle ·
2012: Rudolf Dombi & Roland Kökény ·
2016: Marcus Groß & Max Rendschmidt ·
2020: Thomas Green & Jean van der Westhuyzen
- Gemeinsame Normdatei: 1214051324
- Virtual International Authority File: 2834159521636133070003